# Alone (Sistar迷你專輯)
《Alone》是韓國女子團體Sistar於2012年4月12日推出的第一張迷你專輯。专辑同名主打歌“Alone”是勇敢兄弟为Sistar全新打造的歌曲，和音源一起公开的MV在youtube等各种视频网站一天里超过50万次浏览，得到爆发性反应。

## 曲目
1. Come Closer
2. 나혼자 (Alone)
3. No Mercy
4. Lead Me
5. Girls On Top
6. 널 사랑하겠어 (I Choose To Love You)
7. 나혼자 (Alone)(Inst.)